# Kommandos in der Schifffahrt
Kommandos in der Schifffahrt werden von dazu befugten und eingeteilten Vorgesetzten der Besatzung allgemein oder spezielle Funktionen ausübenden Besatzungsmitglieder erteilt und dienen der sicheren, klaren und in Routinen festgelegten Führung von Wasserfahrzeugen. Sie betreffen sowohl die Bordorganisation und die Abläufe an Bord als auch einzelne Manöver im nautischen, technischen und operativen Bereich.
Das gängigste, in der Berufsschifffahrt vor dem An- und Ablegen über Bordlautsprecher zu vernehmende Kommando ist „Klar vorn und achtern!“. Es besagt, dass das Oberdeckspersonal sich an Bug und Heck bereit macht, die Festmacherleinen zu bedienen. Traditionell steht dieses Kommando als Inbegriff für den Beginn oder das Ende einer Seefahrt schlechthin.

## Allgemeine Ruder- und Maschinenkommandos
In der Seefahrt über Jahrhunderte entwickelt, stellen Kommandos, die den Kurs und die Geschwindigkeit eines Wasserfahrzeugs betreffen, die wesentliche Kommunikation von Entscheidungen der Schiffsführung gegenüber der Besatzung dar. Kommandos dieser Art sind den Regeln folgend unmittelbar verständlich, da sie häufig erprobt und eingeübt sind. Zur Sicherstellung der unmittelbaren und ordnungsmäßigen Ausführung sind direkt an Einzelne gerichtete Kommandos von diesen zu wiederholen. Die Ausführung ist unmittelbar zu melden und diese Meldung ist wiederum von dem das Kommando Gebenden zu quittieren (z. B. mit „Ja“ oder „Aye“). Erfolgt diese Quittung nicht, hat der Ausführende die Meldung der Erledigung so lange zu wiederholen, bis er die Bestätigung erhält, dass sie zur Kenntnis genommen wurde. Versteht der das Kommando Gebende die Quittung oder eine Meldung des Ausführenden nicht, so ruft er laut: „Nicht verstanden!“
Zur Vermeidung von Missverständnissen ist Ruderkommandos stets das Wort „Ruder“ voranzustellen. Anderenfalls würde bei Schiffen mit zwei Maschinen/Wellen ein Kommando wie z. B. „Backbord 10“ nicht einzuordnen sein.

### Ruderkommandos nach Ruderlage

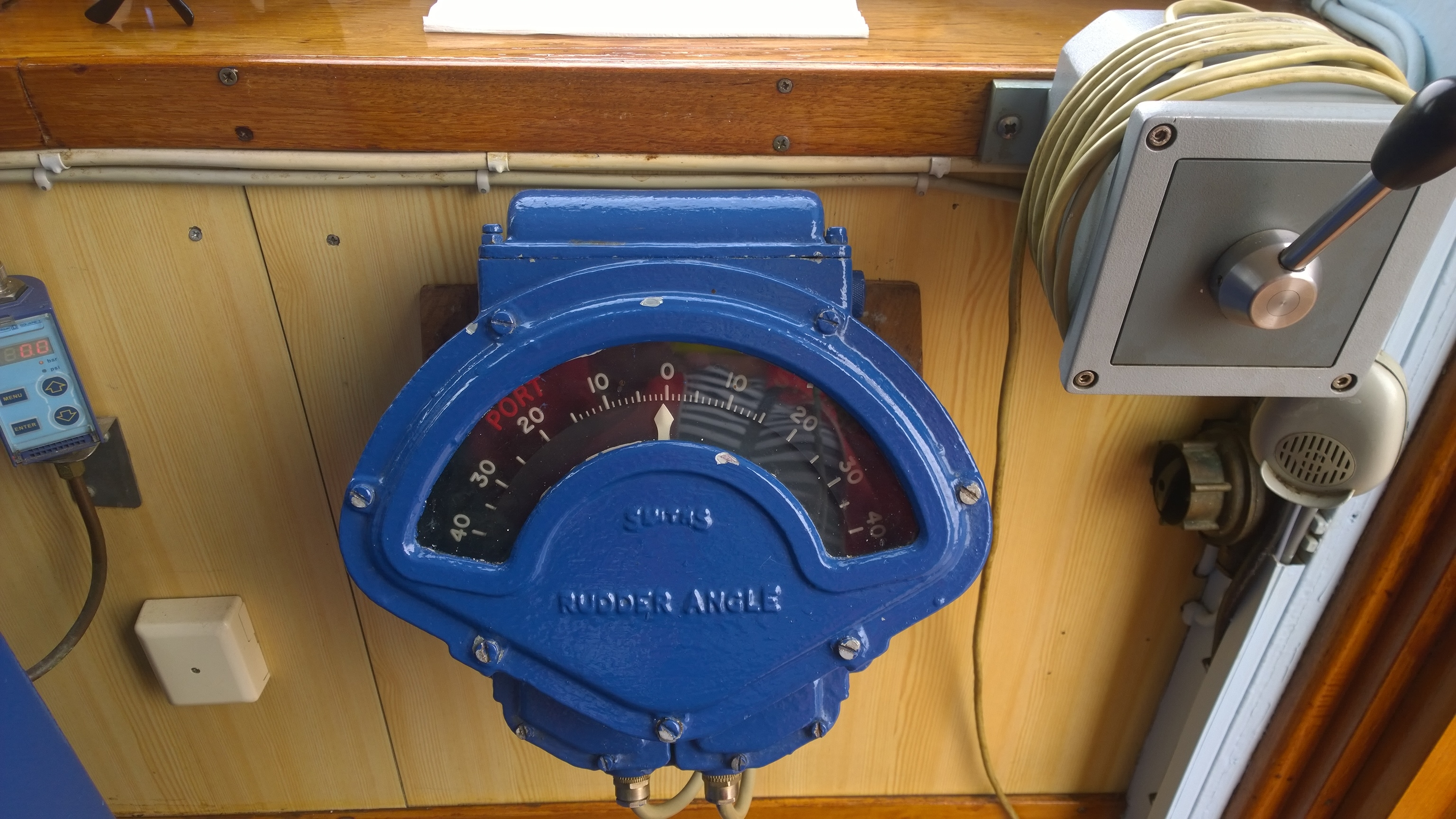
Ruderlagenanzeiger

Bei Ruderkommandos gibt Backbord oder Steuerbord die Richtung an, in der das Schiff drehen soll. Bei üblichen analogen Ruderanlagen wird das Steuerruder entsprechend nach links oder nach rechts gedreht. In der modernen Schifffahrt wird ein Hebel (Joystick) entsprechend bewegt, um das Rudersignal elektronisch zu verarbeiten. Auf kleinen Sportbooten vor allem der Segler ist auch die Pinnensteuerung zu finden, bei der die händische Hebelwirkung unmittelbar auf das Ruderblatt übertragen wird und die Pinne bei Kursänderung nach Steuerbord vom Steurer nach Backbord bewegt werden muss.
Nach Ruderlage wird üblicherweise bei An- und Ablegemanövern sowie in engen Gewässern gesteuert.
Die folgenden Kommandos werden mit Steuerbord gelistet; für Backbord gelten sie entsprechend.
- Kommando: „Ruder hart steuerbord!“. Der Rudergänger hat das Ruder schnell (Hartruderlagen bedeuten stets, dass Eile geboten ist) nach Steuerbord in die (maximale) Hartruderlage zu drehen. Rudergänger wiederholt: „Ruder hart steuerbord“. Nach Ausführung meldet der Rudergänger „Ruder liegt hart steuerbord“ und wiederholt ggf. die Meldung, bis er vom Kommandogebenden ein „Ja“ oder „Aye“ hört.
- Kommando: „Ruder mittschiffs!“. Der Rudergänger hat das Ruder in Mittschiffsposition (geradeaus) zu legen. Rudergänger wiederholt: „Ruder mittschiffs“. Nach Ausführung meldet der Rudergänger „Ruder liegt mittschiffs“ und wiederholt ggf. die Meldung, bis er vom Kommandogebenden ein „Ja“ oder „Aye“ hört.
- Kommando: „Ruder Steuerbord 20!“. Der Rudergänger hat das Ruder auf 20 Grad Steuerbord zu legen. Rudergänger wiederholt: „Ruder Steuerbord 20“. Nach Ausführung meldet der Rudergänger „Ruder liegt Steuerbord 20“ und wiederholt ggf. die Meldung, bis er vom Kommandogebenden ein „Ja“ oder „Aye“ hört. Da das Wasserfahrzeug mit gegebener Ruderlage sich nun in einer fortlaufenden Drehung befindet, meldet der Rudergänger laufend, wenn auf dem Kompass 10 Grad durchgehen (z. B. „050 geht durch“, „060 geht durch“, „070 geht durch“, ...). Um sich der Aufmerksamkeit des Kommandogebenden sicher zu sein, wiederholt er jede einzelne Durchgangsmeldung, bis sie mit einem  „Ja“ oder „Aye“ quittiert wird oder der Kommando Gebende befiehlt: „Keine Durchgänge melden!“ Letzteres wird besonders dann der Fall sein, wenn der Kommandogebende ohnehin ganz auf den Verlauf des Manövers konzentriert ist und Ablenkung durch andere Meldungen, Funkverkehr usw. nicht gegeben ist.
- Kommando: „Komm auf auf ...“ verringert die Ruderlage in einer laufenden Drehung. Der Rudergänger kann so z. B. den Befehl erhalten, aus einer Hartruderlage auf Ruderlage Steuerbord 10 aufzukommen (zu verringern). Wiederholung des Befehls, Meldung der Ausführung und Quittung wie vor.
- Kommando: „Stütz (das) Ruder“. Der Rudergänger hat in einer Abfolge von Drehungen des Fahrzeugs ohne festen Kurs die aktuelle Fahrtrichtung dadurch beizubehalten, dass er die nachlaufende Drehbewegung durch leichtes Gegenruder abfängt, d. h. bei einer Drehung nach Steuerbord das Ruder so nach Backbord legen, dass die Drehbewegung rascher endet. Wiederholung des Befehls wie vor. Sobald der Kurs sich nicht mehr ändert, Meldung der Ausführung („Kurs ... liegt an“) und Quittung wie vor.

### Ruderkommandos nach Kurs, Fahrwasser oder Landmarke
Der zu steuernde Kurs ergibt sich aus der Navigation nach Seekarte (oder elektronischem Äquivalent wie Electronic Navigational Chart; ENC). Ein Wasserfahrzeug nach Kurs zu steuern, folgt stets einem Manöver (vor allem Ablegen), das abgeschlossen sein sollte. Einem Rudergänger einen zu steuernden Kurs aus einer noch laufenden Drehung heraus zu befehlen, ist unvernünftig.
- Kommando: „Kurs ... steuern“. Der Rudergänger hat aus einer Drehung, die bereits mit Ruderlage mittschiffs verlangsamt wurde, den befohlenen neuen Kurs zu steuern. Wiederholung des Befehls, Meldung der Ausführung („Kurs ... liegt an“) und Quittung wie vor.
- Kommando „Neuer Kurs wird eins-zwo-drei“: Der Rudergänger beobachtet nun die Kompassanzeige, achtet aber anhand des Ruderlagenanzeigers darauf, keine zu heftigen Ruderlagen zu erzeugen. Der Rudergänger wiederholt das Kommando. Sobald der befohlene Kurs sicher anliegt, meldet er „eins-zwo-drei liegt an“.  Der Kommandogebende quittiert mit „Ja“ oder „Aye“.
- Kommando „Nach Steuerbord auf eins-zwo-acht gehen“: Dieses Kommando dient der leichten Anpassung des Kurses, um z. B. Versatz durch Gezeitenstrom auszugleichen. Es soll auf diese Weise nie eine Kursänderung um mehr als 10 Grad vorgenommen werden; eine solche wäre mit Kommando nach Ruderlage einzuleiten. Rudergänger wiederholt den Befehl, steuert entsprechend ein, meldet „Kurs eins-zwo-acht“ liegt an und dies wird quittiert.
- Kommando „Mitte Fahrwasser steuern“ auch „Steuerbord Seite Fahrwasser steuern“: Ein erfahrener Rudergänger steuert selbstständig unter Beobachtung des Schiffsführers in der Mitte (oder an Steuerbord Seite) eines klar gekennzeichneten Fahrwassers. Rudergänger wiederholt den Befehl und steuert entsprechend.
- Kommando „Mitte Kanal steuern“: Ein erfahrener Rudergänger steuert selbstständig unter Beobachtung des Schiffsführers in der Mitte eines Kanals. Rudergänger wiederholt den Befehl und steuert entsprechend.
- Kommando: „Rudergänger, Kiel Leuchtturm voraus nehmen“: Diese Art der Angabe der Richtung, in die gesteuert werden soll, ist nicht unüblich und kann seemännisch gerechtfertigt sein. Rudergänger wiederholt, meldet „Kiel Leuchtturm recht voraus“ und dies wird quittiert.
- Kommando: „Recht so steuern“. Rudergänger liest den gerade anliegenden Kurs ab, bestätigt das Kommando mit „... steuern“, überprüft den Kurs und meldet „... liegt an“.

### Maschinenkommandos

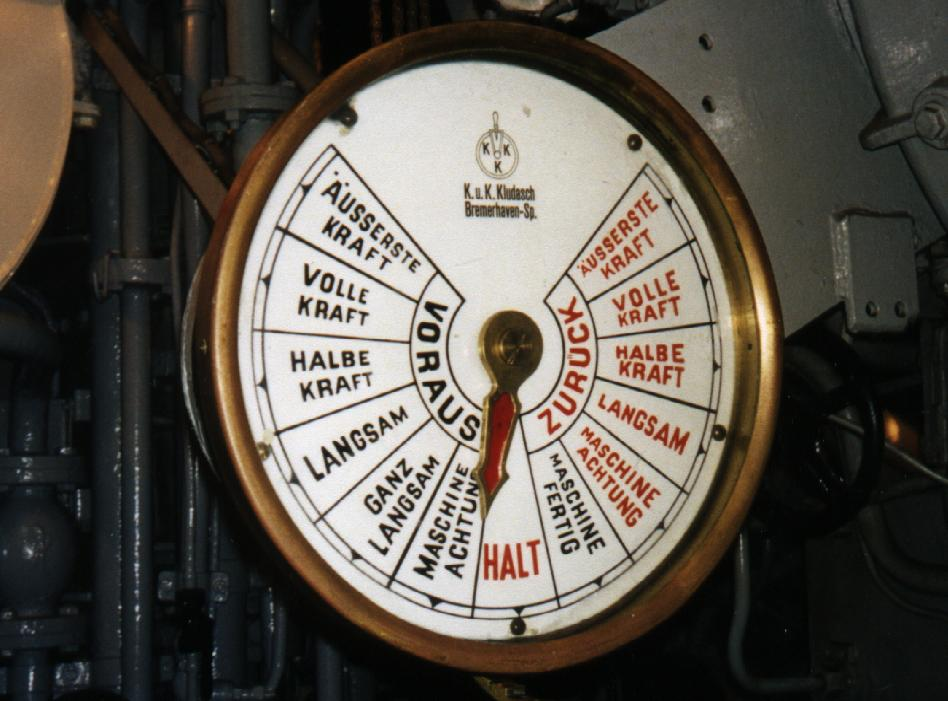
Maschinentelegraf

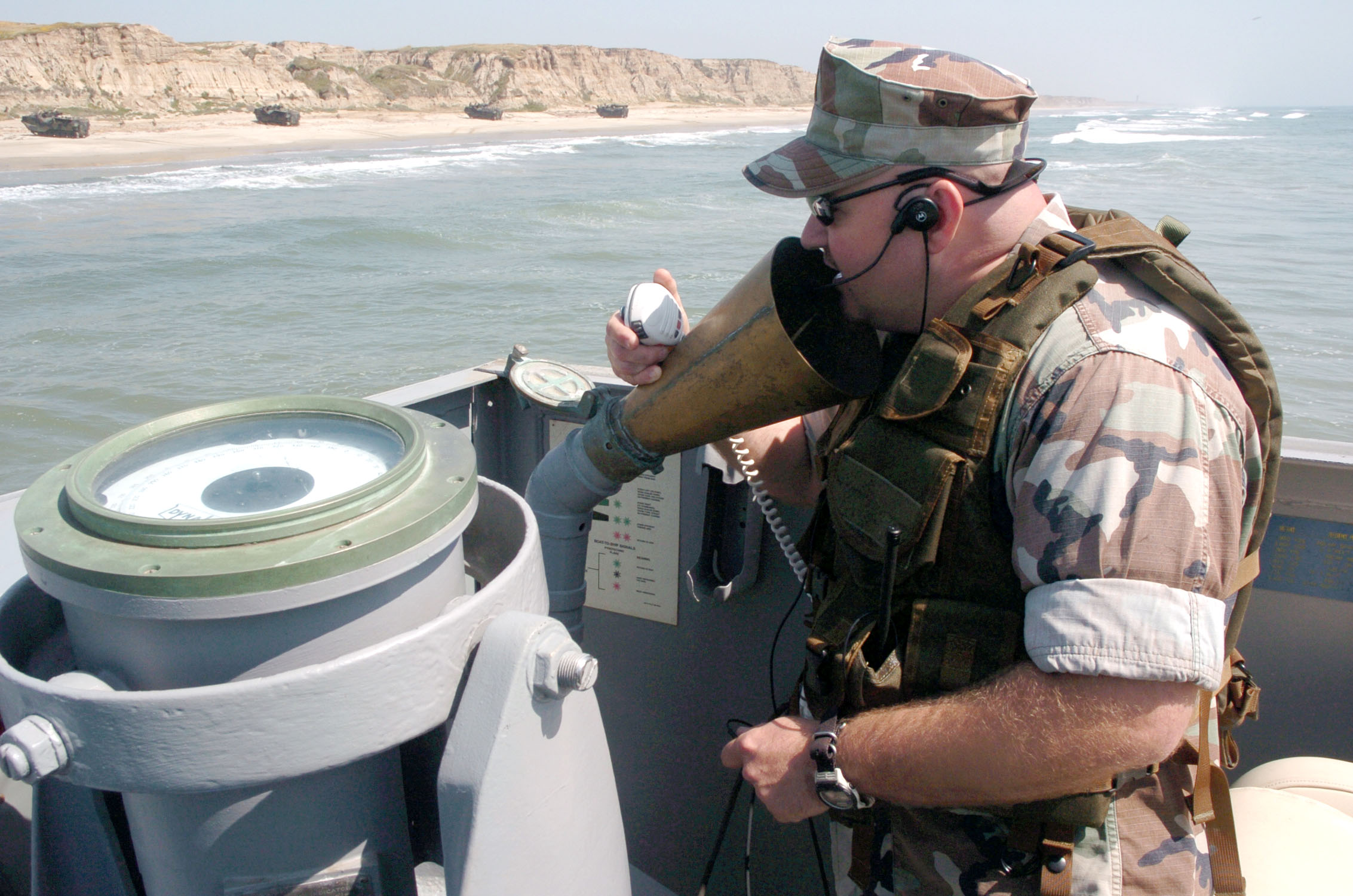
Kommandogabe mit Sprachrohr

Bei größeren Wasserfahrzeugen dienen die Maschinenkommandos der Übermittlung an den Maschinenraum per Maschinentelegraf oder Sprachrohr. Das Kommando muss von dort aus quittiert werden, was wiederum über die mechanische Rückmeldung des Maschinentelegrafen oder durch Sprachrohr erfolgt. Kleinere Einheiten, vor allem Sportboote, sind mit einem Fahrtstufenregler zur direkten Bedienung vom Steuerstand ausgestattet.
Bei Schiffen und Booten mit einem Propeller (Schraube) bedarf es keiner zusätzlichen Ansprache. Mehrschraubenschiffe und -boote erfordern die deutliche Nennung, welche Maschine (Steuerbord, Backbord) wie laufen soll.
- Kommando „Beide/Steuerbord/Backbord Maschine[n] voraus/zurück geringste/kleine/halbe/große/äußerste“
- Kommando „Beide/Steuerbord/Backbord Maschine[n] stopp“

Wiederholung, Meldung und Quittung wie bei Ruderkommandos.
Vor allem bei Wasserfahrzeugen mit flachem Schiffsboden (z. B. Flussfähren) kann der gegenläufige Einsatz von Steuerbord- und Backbord-Maschine mit entsprechender Ruderlage zur Drehung auf der Stelle (backsen) oder zu einer seitlichen Bewegung (traversieren) eingesetzt werden.
- Kommando z. B. „Ruder Steuerbord 15! Backbord voraus halbe, Steuerbord zurück halbe!“: Führt zu einer schnellen Drehung nach Steuerbord ohne Fahrt voraus aufzunehmen.
- Kommando z. B. „Ruder Steuerbord 15! Steuerbord voraus halbe, Backbord zurück halbe!“: Führt zu einer seitwärtigen Bewegung nach Backbord ohne Fahrt voraus aufzunehmen.

Auf Wasserfahrzeugen, die mit Verstellpropeller oder Voith-Schneider-Antrieb ausgestattet sind, müssen darüber hinaus weitere Einstellungen vorgenommen werden, die jedoch direkt und ohne Kommando an Brücken- oder Maschinenpersonal im eigentlichen Sinn veranlasst werden.

## Kommandos auf Segelbooten

Kurse zum scheinbaren Wind

Abgesehen von sehr kleinen Jollen sind Segelboote in der Regel mit mindestens zwei Personen besetzt. Neben dem Bootssteurer fungiert die zweite Person als Vorschoter, d. h. bedient das Vorsegel. Der Bootssteurer hat das Kommando. Vorschoter und ggf. weitere an Bord Befindliche, die zu Aufgabe eingeteilt sind, geben dem Bootssteurer Rückmeldung über die Ausführung eines Kommandos. Kommandos zu wiederholen und die Ausführungsmeldung zu quittieren ist empfohlen, jedoch nicht vorgeschrieben-
- Kommando „Klar zur Wende!“: Vorschoter meldet „Ist klar“. Bootssteurer ruft „Ree!“ und legt hart Ruder nach luv.
- Kommando „Anluven/Abfallen auf Hart am Wind/Am Wind/Halbwind/Raumwind, Schoten fieren/dichtholen“: Vorschoter fiert oder holt die Schot, passt somit die Segelstellung dem neuen Kurs an und meldet „ist dicht geholt/ist mit gefiert“. Darauf bestätigt der Bootssteurer „Neuer Kurs liegt an“.
- Kommando „Klar zum Halsen!“: Vorschoter meldet „Ist klar“ Bootssteurer legt Ruder nach lee. Vorschoter meldet „Schothorn fällt“. Bootssteurer holt die Großschot dicht und ruft „Rund achtern!“
- Kommando „Klar zum Aufschießen“: Vorschoter meldet „ist klar“. Bootssteurer dreht in den Wind und ruft „Schoten los!“

## Kommandos auf Motoryachten
Grundsätzlich gilt, dass Kommandos, die vom Bootsführer gegeben werden, von der ausführenden Person wiederholt und die erledigte Ausführung gemeldet wird.
- Kommando „Klar zum Ablegen“: „Achterleine ein“, „Vorleine ein“, „Fender ein“, „Aufklaren“[11]
- Kommando „Klar zum Anlegen mit Backbord/Steuerbord Seite/mit dem Heck“: „Fender ausbringen“, ggf. „Buganker klar“, „Leinen an Land“, ggf. „fallen Buganker“, „Maschine abschalten“
- Kommando „Klarmachen zum Ankern“: „Frage Wassertiefe“, „Anker klarmachen zum Fallen“, „Fallen Anker“, „x Meter Kette zu Wasser/Leine stecken“, „Anker trägt“
- Kommando „Boje über Bord!“: „Boje beobachten“, Hartruderlage steuerbord/backbord, „Boje gesichtet an Steuerbord/Backbord querab (achteraus)“, etwa 1 Bootslänge vor der Boje: „Nehme Boje an Steuerbord/Backbord auf!“[12]

## Notfall
- „Schotten dicht!“: wasserdichte Schotten schließen; Verschlusszustand herstellen (Marine)
- „Notsignal geben!“: Funktechnische und digitale Kommunikationseinrichtungen zur Alarmierung von Rettungsdiensten aktivieren
- „Alle Mann an Deck!“: Gesamte Mannschaft an Deck kommen!
- „Klar bei Rettungsweste“: Rettungswesten anlegen
- „Alles in die Boote!“: Schiff verlassen; in die Rettungsboote (Marine: „Auf Bergestation!“)
- „Alle Mann von Bord!“: wie vor

## Durchsagen auf Kreuzfahrtschiffen
Für Passagiere, die sich länger als 24 Stunden auf einem Schiff aufhalten, ist in enger zeitlicher Nähe zum Anbordkommen und Auslaufen ein „Muster Drill“ durchzuführen. Die Besatzung ist mit dem regelmäßigen Verfahren vertraut. Die Passagiere werden über Bordlautsprecher aufgefordert, sich mit ihren Rettungswesten zu den vorgegebenen Sammelstationen bzw. Rettungsbooten zu begeben, wo die Vollzähligkeit festgestellt wird. Die Teilnahme ist obligatorisch.
Die Besatzung von Kreuzfahrtschiffen wird auf tatsächliche Vorfälle, die sofortiges Handeln erfordern, möglichst diskret aufmerksam gemacht, um die Passagiere nicht zu verunsichern. Erfordert es die Lage und ist die direkte Ansprache des Personals zeitlich oder technisch nicht ausreichend, werden über Bordlautsprecher Codes ausgegeben, die die Besatzung alarmieren:
„Code Alpha, Code Alpha, Code Alpha“: medizinischer Notfall (auch: „Bright Star“)
„Team Sierra“: alarmiert und ruft ein Notfall-Team mit Krankentrage
„Code Bravo“: Feuer an Bord
„Code Oscar“: Mann über Bord
„Code Adam“: Kind vermisst (auf amerikanischen Schiffen)
„Code Charlie“: Störung der Sicherheit und Ordnung, Security Personal auf Station
„Code Red“: bestätigter akuter Ausbruch von Noro-Virus an Bord; „Code Orange“ bei unbestätigtem Verdacht
Diese Liste gilt nicht für alle Kreuzfahrtschiffe, sondern variiert nach Reederei und Flaggenstaat. Sie kann aber als Anhalt dienen.

## Deutsche Marine (Auswahl)

### Bundesmarine (1956 bis 1990)

#### Bordroutine
Zu unterscheiden ist in Hafenroutine und Seeroutine, wobei Abweichungen bei den Zeiten für die allgemeinen Kommandos und den Wachrhythmus zu beachten sind. Weitere Bereitschaftszustände (vor allem: Friedenshafenbereitschaft, Friedensmarsch, Übungsmarsch, Kriegsmarsch) bedingen für die Kommandos der Bordroutine geringe bis keine Unterschiede.
| Anlass                                     | Über-mittlung | Ansage / Signal                                                                                     | Aktion | Bemerkungen |
| ------------------------------------------ | ------------- | --------------------------------------------------------------------------------------------------- | --- | --- |
| Wecken                                     | SLA >1>)      | „Rise, rise: Aufstehen!“                                                                            | allgemeines Verlassen der Kojen                                                                                                   | „rise“ aus dem Englischen: aufstehen. Auf den Schulschiffen wurde ein „überall zurrt Hängematten!“ angefügt. |
| Vorbereitung für eine Mahlzeit             | SLA           | „Backschafter auf Station“                                                                          | die zur Backschaft Eingeteilten zur Kombüse                                                                                       | |
| Frühstück                                  | SLA           | „Backen und Banken“                                                                                 | decksweise an Tischen (Backen); Dienstgrade in der jeweiligen Messe, auf Kleinbooten gesamte Besatzung in der Messe               | gilt auch für Mittag- und Abendessen |
| Vorbereitung zum Reinigen der Räume        | SLA           | „Pfeifen und Lunten aus! Besatzung sich klarmachen zum Reinschiff.“                                 | Nicht mehr Rauchen (Ausscheiden mit ...). Persönliche Dinge in Spinde schließen und zur Reinschiffverteilung oder -station gehen. | Besatzungsangehörige haben überwiegend fest zugeteilte Stellen (Stationen), die sie sauber, ordentlich und glänzend halten. Eine kleinere Gruppe konnte zur besonderen Verfügung (z. B. Decksmeister) vorgehalten werden, um im Rahmen einer kurzen Reinschiffmusterung besondere Aufträge zu bekommen. Reinigungsmittel und -material waren vor Beginn des Reinschiffs bei der entsprechenden Ausgabestation in Empfang zu nehmen. |
| Reinigung der Decks und Funktionsräume     | SLA           | „Besatzung auf Reinschiffstation. Anfangen mit Reinschiff“                                          | Reinigung durchführen, Decks schrubben, Messing putzen usw.                                                                       | Die Bordroutine beinhaltete drei Reinschiffzeiten pro Tag: Nach dem Frühstück, am Ende der Mittagspause, abends. Im Hafen oblag das abendliche Reinschiff der Anwesenheitswache. |
| Ende des Reinschiffs                       | SLA           | „Ausscheiden mit Reinschiff, Stationen aufklaren.“                                                  | Alles wieder „auf Null“ bringen, d. h. aufräumen und Gerätschaften verstauen.                                                     | |
| nur nach Großreinschiff                    | SLA           | „sich klarmachen zur Ronde“ – „Ronde“ >2>)                                                          | Auf oder vor der Reinschiffstation Aufstellung nehmen. Überprüfung des Ergebnisses durch Vorgesetzten.                            | Großreinschiff: einmal pro Woche, auf See vor Einlaufen in einen Auslandshafen. Ronde dann durch 1. Offizier (IO; Schiff) oder Kommandant (Boot). |
| Beginn des Tagesdienstes                   | SLA           | „Besatzung sich klarmachen zur Musterung“ – „Besatzung heraustreten zur Musterung“                  | Antreten abschnittsweise (Schiff) oder Besatzung gesamt (Boot); Vorgesetzter informiert zu Lage und Absichten, verteilt Dienste   | Die Soldaten traten in Linie an. Der dienstälteste Offizier/PUO meldet dem Abschnittsleiter (Schiff); der 1. Wachoffizier (IWO) meldet dem Kommandanten (Boot).>3>) Die Musterung dient im Hafen wie auf See auch der Anwesenheitskontrolle und gibt der Besatzung Gelegenheit, zu Meldungen (Krankheit o.ä.) oder Gesuchen (z. B. Dienstbefreiung aus besonderem Grund) vorzutreten. Nach der Mittagspause erfolgte eine weitere Musterung, die auch der Ausgabe von Post dienen konnte. Wieder bestand der wesentliche Zweck in der Feststellung der Vollzähligkeit (Gerne wurde deswegen gemeldet: „Es fehlt niemand ohne Grund.“) |
| Ende des Dienstes, mittags und nachmittags | SLA           | „Dienst- und Arbeitsstellen aufklaren“ – „Ausscheiden mit Dienst“ – „Klar Deck überall“             | selbst erklärend | Dieses Kommando galt bei Seefahrt für den wachfreien Teil der Besatzung „Klar Deck überall“ bedeutete im Hafen: die UvDs hatten festgestellt, dass überall aufgeklart war. Damit war für wachfreie Soldaten die Stelling zum Landgang frei. |
| Nachtruhe                                  | SLA           | „Ruhe im Schiff, Licht aus!“                                                                        | Messen sind geschlossen, in den Wohndecks herrscht Ruhe und das Licht ist ausgeschaltet.                                          | Auf manchen Einheiten wurde dem Kommando ein „alle Geister auf Station“ hinzugefügt. |
| Wachwechsel                                | SLA / Läufer  | „Die aufziehende Seewache sich klar machen“ – „Die aufziehende Seewache heraustreten zur Musterung“ | Wachpersonal Brücke, OPZ>4>), Decksdienst, Maschine zur laufenden Ablösung der stehenden Wache                                    | nur in See gem. Einteilung in Steuerbord-/Backbord-Wache oder 1., 2., 3. Seewache Musterung nach Funktionsgruppe nach Musterung direkt auf Station |
| Alarm                                      | Klingel / SLA | langes Klingeln / „Alarm. Auf Station“                                                              | Eine besondere Lage muss bewältigt werden, entsprechende Rolle wird ausgelost.                                                    | vergleiche unten zu → Notmanöver |

#### Zeremoniell
| Anlass | Übermittlung                                 | Ansage / Signal | Aktion | Bemerkungen |
| --- | -------------------------------------------- | --- | --- | --- |
| Flaggenparade (8 Uhr morgens oder in fremden Stützpunkten nach örtlicher Gepflogenheit bzw. Weisung des dienstältesten Offiziers vor Ort; bei Sonnenuntergang abends) | SLA Trillerpfeife                            | „Zur Flaggenparade“ – ein langer Pfiff ▄ „An Oberdeck stillgestanden!“ „Front zur Flagge!“ „Heiß Flagge!“ (bzw. „Hol nieder Flagge“) zwei kurze Pfiffe ▄ „Rührt euch“ | Der wachhabende Offizier musterte die in 1. Garnitur blau beteiligten Soldaten, ließ 5 Minuten vor der Zeit die Flaggenparade über SLA ankündigen und führte die Zeremonie durch, bei der 2 Soldaten die Flaggleine bedienten und die Flagge ansteckten bzw. einholten. | In See findet keine Flaggenparade statt. In Fahrt bleibt die Seeflagge auch nachts gesetzt; vor Anker Heckflagge und Gösch dito. Bei offiziellen Besuchen in Auslandshäfen galt ein umfangreicheres Zeremoniell mit Hornsignalen, Ehrenwache und Nationalhymne.                                          |
| Kommandant eines Schiffes oder eingeschiffter Seebefehlshaber betritt die Brücke | Wachoffizier oder Maat der Wache             | „Brücke Ordnung!“ | Brückenbesatzung wendet sich der zu ehrenden Person zu, verharrt regungslos | kein Stillgestanden, da der Brückenbetrieb nicht gestört werden darf. Ehrenbezeugung wird mit „rührt euch“ beendet. |
| Passieren einer anderen Einheit mit einem Vorgesetzten an Bord in See; an Bord kommen oder von Bord gehen Kommandant (wenn Stabsoffizier), vorgesetzter Kommandeur oder dessen Vorgesetzte, auch Inhaber öffentlicher Ämter entsprechender Bedeutung (z. B. Botschafter) | Trillerpfeife (Horn) SLA                     | ein langer Pfiff ▄ „An Oberdeck stillgestanden! Front!“ in See gefolgt von „nach Steuerbord“ oder „nach Backbord“                                                     | Die an Oberdeck befindlichen Besatzungsangehörigen nehmen Haltung an, Offiziere salutieren. Wird beendet mit zwei kurzen Pfiffen und „rührt euch“. ▄ | Im Hafen Front stets zur Landseite; sollte ein Kommandeur o. ä. sich mit einer Pinasse von der Seeseite nähern oder entfernen oder den eigenen Liegeplatz auf einer anderen Einheit passieren, wurde entsprechend befohlen. Bei offiziellen Besuchen in Auslandshäfen wenn immer möglich mit Hornsignal. |
| an Bord kommen oder von Bord gehen eines Offiziers, auch Inhaber öffentlicher Ämter entsprechender Bedeutung (z. B. Konsuln) | Wachhabender Offizier Bootsmannsmaatenpfeife | „Seite!“ langer Triller mit der Pfeife des Maaten der Wache. „Abpfeifen!“ kurzer ab-und-auf Pfiff (genannt: Abkneifen)                                                | Betritt der Offizier die Stelling, erfolgt der Ruf „Seite“. Alle in Sicht befindlichen Soldaten nehmen in Richtung Stelling Haltung an, Offiziere salutieren. Der Maat der Wache trillert auf der Bootsmannsmaatenpfeife, solange die Luft reicht.                      | Wird auch befohlen, wenn sich ein Offizier über ein Seefallreep oder eine Lotsenleiter an Bord/von Bord begibt. Nicht bei Transfer per Hubschrauber oder Hosenboje. Bei Auslandsbesuchen aus Gründen der Höflichkeit sehr oft für Zivilisten des Gastlands gepfiffen.                                    |

#### Auslaufen
| Anlass             | Übermittlung                          | Ansage / Signal                                                                                          | Aktion | Bemerkungen |
| ------------------ | ------------------------------------- | --- | --- | --- |
| Seeklar machen     | SLA                                   | „Besatzung anfangen mit Seeklar machen“                                                                  | das Schiff/das Boot wird in allen Abschnitten technisch für das Verlassen des Liegeplatzes vorbereitet | Im Wochendienstplan wurde bekannt gemacht, wann welche Seefahrt anstehen würde. Hinweis erfolgte erneut bei der letzten dem Auslaufen vorhergehenden Musterung. Radar wurde justiert, Antriebsmotoren in Betrieb genommen, elektrischer Eigenbetrieb im Kraftwerk und Trennung des Landanschlusses E (SLA-Durchsage: „schalten um auf Eigenbetrieb“), doppelte Leinen wurden eingeholt, Flaggen klar gelegt. Auslaufmeldung per Fernschreiben an Verteiler. |
| Musterung          | SLA                                   | „Besatzung heraustreten zur Seeklarmusterung“                                                            | Gesamte Besatzung mit Ausnahme z. B. des Postens vor dem Schiff und des zur Überwachung im Maschinenraum erforderlichen Personals tritt an. Vollzähligkeit wird festgestellt, abschnittsweise Seeklarmeldung an I0 bzw. IWO. | Kommandant, IO oder IWO erläutert das anstehende Vorhaben. |
| Stationen besetzen | mündlich bei Seeklarmusterung und SLA | „Besatzung auf Manöverstation, Seewache auf Station“                                                     | Gemäß ständiger Einteilung (Rollenkarte) nimmt jeder eingeteilte Besatzungsangehörige den Ort ein, an dem er beim Auslaufmanöver eine Tätigkeit zu verrichten hat.                                                           | Maschine meldet an die Brücke „Maschine klar zum Manöver“. Posten vor dem Schiff geht an Bord. Stelling wird abgeschlagen, Meldung durch Smarting an Brücke „Stelling ist ein“. |
| Manöver beginnt    | Trillerpfeife WO>5>) (auch über SLA)  | zwei lange Pfiffe, gefolgt von einem kurzen Pfiff für Steuerbord, zwei kurzen Pfiffen für Backbord ▄ / ▄ | Anpfiff des Ablegemanövers | Signal an alle Stellen, dass das Manöver begonnen hat. |
| Losmachen          | SLA (Oberdeck)                        | „Alle Leinen los und ein“                                                                                | Die Festmacherleinen werden auf der Pier vom Poller genommen und an Bord eingeholt. | Ist am Liegeplatz kein weiteres Personal für die Unterstützung des Einnehmens der Leinen vorhanden, konnten diese vorab auf Slip gelegt werden, was das Einholen von Bord aus ermöglichte. Smarting meldet an Brücke: „Alle Leinen sind los und ein“. |
| Manöver beendet    | Trillerpfeife WO (auch über SLA)      | zwei kurze Pfiffe ▄                                                                                      | Flaggenwechsel | Eintrag Schiffstagebuch. Heckflagge und Gösch nieder, Seeflagge am Hauptmast gesetzt. |
| Aufklaren          | SLA                                   | „Manöverstationen aufklaren, Wegtreten von Manöverstation.“                                              | selbst erklärend | |

#### Einlaufen
| Anlass             | Übermittlung                     | Ansage / Signal | Aktion | Bemerkungen |
| ------------------ | -------------------------------- | --- | --- | --- |
| Ankündigung        | SLA                              | „Besatzung sich klarmachen zum Einlaufen in ... Einlaufanzug Tagesdienstanzug mit Kopfbedeckung. Anlegeseite wird Steuerbord-/Backbord-Seite/ wird befohlen.“ | Das am Anlegemanöver beteiligte Personal stellt andere Arbeiten ein und fängt mit den Vorbereitungen auf den Manöverstationen an. | Der Einlaufanzug galt für die gesamte Besatzung, sofern besondere Funktionen (Maschinenpersonal, Smutje) nicht ein anderes erforderte. Bei offiziellen Besuchen in Auslandshäfen oder bei besonderen Anlässen (Hamburger Hafengeburtstag, Kieler Woche etc.) 1. Garnitur (blau) befohlen. Die Anlegeseite musste kurzfristig bekanntgegeben werden, wenn der Liegeplatz nicht durch Funkkontakt mit dem Hafenmeister oder bei Einlaufen in den Heimatstützpunkt bekannt war. |
| Stationen besetzen | SLA                              | „Anlegeseite wird Steuerbord-/Backbord-Seite. Besatzung auf Manöverstation!“ | Gemäß ständiger Einteilung (Rollenkarte) nimmt jeder eingeteilte Besatzungsangehörige den Ort ein, an dem er beim Einlaufmanöver eine Tätigkeit zu verrichten hat. | Wurfleine und Festmacherleinen werden klar gelegt. Stelling wird vorbereitet. Heckflagge und Gösch werden von den Flaggenposten übernommen, sofern das Einlaufen vor Sonnenuntergang erfolgt. |
| Manöver beginnt    | Trillerpfeife WO (auch über SLA) | zwei lange Pfiffe, gefolgt von einem kurzen Pfiff für Steuerbord, zwei kurzen Pfiffen für Backbord | Anpfiff des Anlegemanövers | Signal an alle Stellen, dass das Manöver begonnen hat. |
| Festmachen         | Trillerpfeife WO (auch über SLA) | zwei kurze Pfiffe | Flaggenwechsel | Manöverabpfiff erfolgt, wenn die erste Leine an Land ist. Seeflagge nieder; vor Sonnenuntergang Heckflagge und Gösch setzen. |
|                    | SLA                              | „so festmachen, so festmachen“ | Leinen werden belegt | Zweiter Teil des Festmachens wenn das Schiff/das Boot korrekt liegt |
| Aufklaren          | SLA                              | „An alle Stellen: Schiff/Boot hat in ... festgemacht. Seeklar zurück. Nächstes Seeklar wird befohlen (oder konkrete Zeit). An Maschine: Feuer aus, Sofortbereitschaft (oder z. B. 4-Stunden-Bereitschaft). Manöverstationen aufklaren, danach Wegtreten von Manöverstation. Weitermachen mit Tagesdienst/Ausscheiden mit Dienst – Stelling frei.“ | Stelling wird ausgebracht und getakelt. Leinen werden aufgeschossen. Alle Seestationen werden aufgeklart, Geräte heruntergefahren, Flaggen verstaut. Maschine macht Seeklar zurück, Landanschluss wird bei längerem Verbleib am Liegeplatz hergestellt und die Stromversorgung umgeschaltet („Wahrschau! Schalten um auf Landanschluss“) | Schiffstagebuch wird dem WO zum Abzeichnen vorgelegt. Bestände Treibstoff und Frischwasser werden geprüft, ggf. Notwendigkeit der Auffüllung gemeldet. Einlaufmeldung per Fernschreiben an Verteiler. Bei kurzem Einlaufen konnte die Einheit im Seeklar-Zustand mit besetzten Stationen bleiben. |

#### Ankern
| Anlass                         | Übermittlung                     | Ansage / Signal | Aktion | Bemerkungen |
| ------------------------------ | -------------------------------- | --- | --- | --- |
| Ankündigung                    | SLA                              | „Besatzung sich klarmachen zum Ankern / zum Ankerauf-Gehen“ | Das am Ankermanöver beteiligte Personal stellt andere Arbeiten ein und fängt mit den Vorbereitungen auf den Manöverstationen an.                                 | Ankermeldung per Funkfernschreiben wird vorbereitet. Ankermaschinenraum wird besetzt und die Winde in Betrieb genommen. Bei Ankerauf: Boje wird eingeholt.             |
| Stationen besetzen             | SLA                              | „Auf Ankermanöverstation“ | Gemäß ständiger Einteilung (Rollenkarte) nimmt jeder eingeteilte Besatzungsangehörige den Ort ein, an dem er beim Ankermanöver eine Tätigkeit zu verrichten hat. | Über BÜ>6>) wird die Wassertiefe und die Länge des zu steckenden Kabels / der Kette durchgegeben bzw. befohlen, den Anker kurzstag zu holen.                           |
| Manöver beginnt                | Trillerpfeife WO (auch über SLA) | zwei lange Pfiffe | | |
| Ausführung                     | BÜ                               | „fallen Anker“ oder „Anker hieven“ | Ankerwindenbediener erhält vom Deck aus über BÜ Anweisungen | |
| Anker im Grund / aus dem Grund | Trillerpfeife WO (auch über SLA) | zwei kurze Pfiffe | Flaggenwechsel | Ankermeldung per Funkfernschreiber an Verteiler |
| Aufklaren und Wegtreten        | SLA                              | „An alle Stellen: Schiff/Boot hat [Ortsangabe] geankert. Ankerwache auf Station. Ankerauf wird befohlen. An Maschine: Feuer aus, Sofortbereitschaft. Manöverstationen aufklaren, danach Wegtreten von Station“ oder „An alle Stellen: Boot ist Ankerauf gegangen. Friedensmarschroutine. Manöverstationen aufklaren, danach Wegtreten von Station“ | | Wird zu Anker gegangen, gehört es zu den Restarbeiten, eine Boje auszubringen, anhand derer der Ankerposten Richtung und Stärke des herrschenden Stroms erkennen kann. |

#### Notmanöver
Für die Reaktion bei möglichen Notlagen war die Besatzung gemäß einem ständigen „Rollenplan“ für Aufgaben eingeteilt. Jedes Besatzungsmitglied erhielt eine „Rollenkarte“, aus der hervorging, wo und zu welchem Zweck sich der Einzelne nach Auslösung eines Alarms einzufinden hatte. Aufgeführt werden seemännische und schiffstechnische Lagen; in der Bundesmarine kamen Gefechtslagen hinzu.
Mann-über-Bord, Leckabwehr, Feuer im Schiff, Ruderversager sowie Schleppen und geschleppt wurden häufig geübt, um für den Ernstfall ein hohes Maß an Einsatzbereitschaft und Routine herzustellen.
Die Auslösung erfolgte mit einem Signal der Alarmklingel und einer Ansage über SLA. Vor dem Klingelsignal wurde durchgesagt, ob es sich um eine Übung oder einen Ernstfall handelte: „Zur Übung“ oder „dies ist keine Übung“. Dieser Hinweis erfolgte nach dem Klingelsignal erneut und wurde durch Nennung der Lage ergänzt, z. B.:
- „Mann-über-Bord! Boje wird mit Kutter gefischt.“ oder „Klar bei Kletterrettungsnetz!“
- „Wassereinbruch in Abteilung VIII. Leckabwehrtrupp auf Station. Klar bei Lenzpumpen!“
  - „Schiff/Boot ist nicht zu halten. Besatzung auf Bergestation!“
- „Feuer im Schiff! Es brennt in der Proviantlast! Brandabwehrtrupp auf Station!“
- „Ruderversager! Notruder anschlagen! BÜ Verbindung zum Achterdeck herstellen!“
- „Ausfall der Maschine! Klarmachen zum geschleppt werden. Andere Einheit übergibt Schleppleine. Wurfleine wahrnehmen.“

Abschließend nochmals „Zur Übung“ oder „dies ist keine Übung“.